# Acipenser schrenckii
Acipenser schrenckii је зракоперка из реда Acipenseriformes. 

## Угроженост
Ова врста се сматра угроженом.

## Распрострањење
Ареал врсте је ограничен на мањи број држава. 
Врста је присутна у следећим државама: Кина, Монголија и Русија. Присуство у Јапану је непотврђено. Присутна је у северозападном Пацифику.

## Станиште
Станиште врсте су слатководна подручја и море.